# Metformina
La metformina, o el preparado comercial clorhidrato de metformina, es un fármaco antidiabético de aplicación oral del tipo biguanida. Se utiliza comúnmente en el tratamiento y la prevención de la diabetes mellitus tipo 2, antes conocida como diabetes no insulinodependiente, particularmente en pacientes con sobrepeso, así como en niños y personas que presentan una función renal normal. Se indica por sí sola como adyuvante del ejercicio físico y la dieta en pacientes cuya hiperglucemia no puede ser controlada sólo con modificaciones en la dieta.
La metformina es tan efectiva reduciendo los niveles elevados de glucosa en sangre como las sulfonilureas, las tiazolidinedionas y la insulina. A diferencia de muchos otros antidiabéticos, por sí sola, la metformina no produce hipoglucemia. La metformina también reduce los niveles de LDL y triglicéridos circulantes en la sangre y puede ayudar a perder peso. En el año 2009, la metformina era uno de dos antiglicemiantes orales que pertenecen a la lista modelo de medicamentos esenciales de la Organización Mundial de la Salud, junto con la glibenclamida, y es el único medicamento conocido capaz de prevenir las enfermedades cardiovasculares asociadas a la diabetes.
No se recomienda sobrepasar los 2 g de metformina al día. Para evitar al máximo las reacciones adversas se indica la metformina a dosis bajas y consumirla durante las comidas. Algunos preparados comerciales combinan la metformina con clorpropamida o nateglinida.

## Historia
Las biguanidas, como la metformina, la fenformina y la buformina, estas dos últimas ya retiradas del mercado, tienen su origen histórico en la planta Galega officinalis (ruda cabruna o galega) que se empleaba en la época medieval para reducir la micción exagerada de los diabéticos; también se empleaba en enfermos de peste para aumentar la sudoración y como galactogogo en vacas. El principio activo que contiene dicha planta es galegina o isoamilenguanidina.

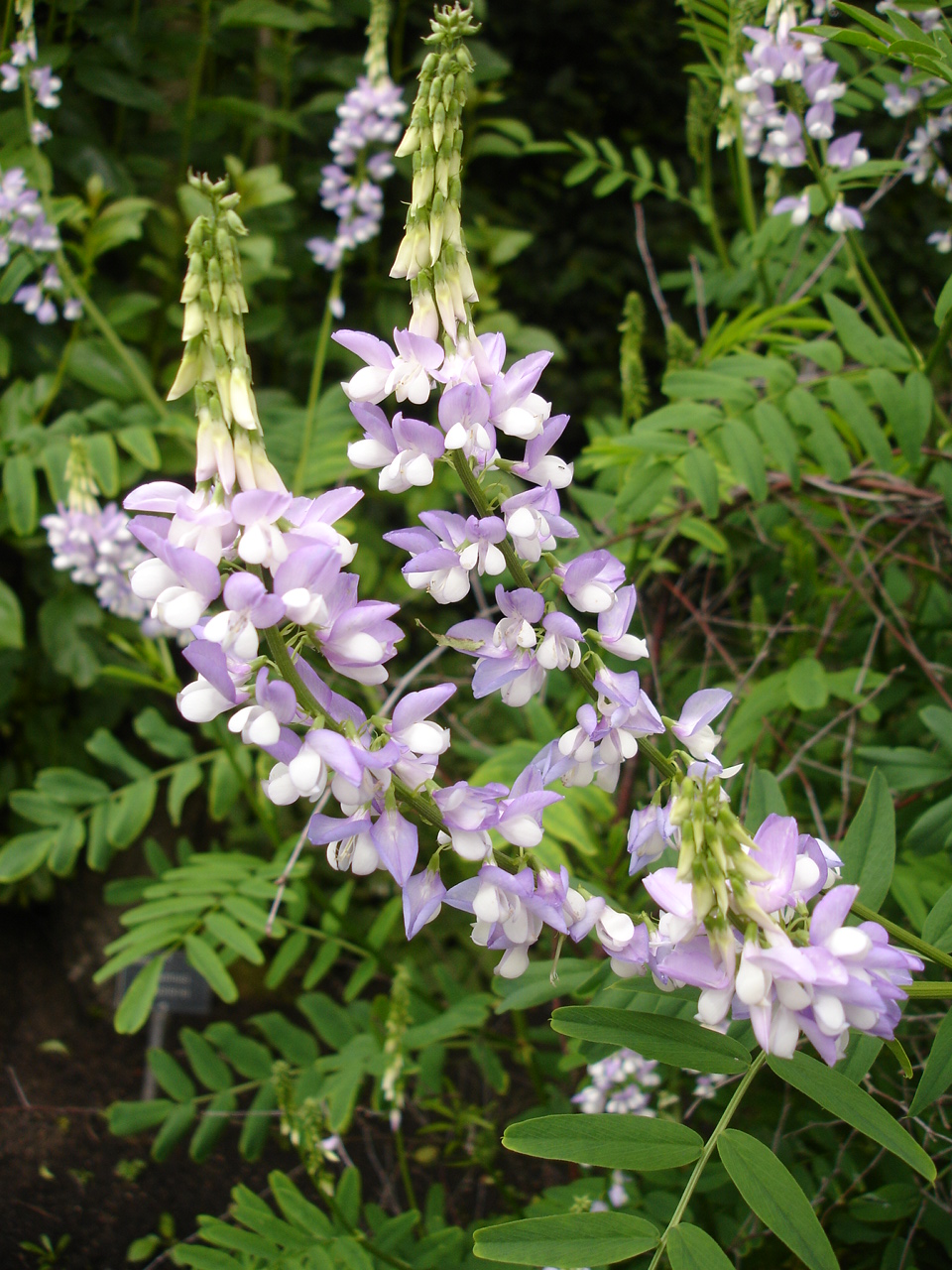
Galega officinalis, una fuente natural de galegina.

En 1918 se redescubrió la utilidad de la planta como tratamiento antihiperglicemiante (que no hipoglicemiante), identificándose tres derivados de la guanidina: monoguanidinas (galegina), diguanidinas (sintalina) y biguanidas, formadas por la unión de dos moléculas de guanidina y la eliminación de un radical amino.
En el año 1922, la metformina (dimetildiguanida) fue sintetizada por Emil Werner y James Bell como el resultado de la reacción entre hidrocloruro de dimetilamina y 2-cianoguanidina.
En 1929 Slotta y Tschesche descubrieron su acción de disminución de los niveles de glucosa en sangre de conejos, señalando que era el más potente de los análogos de la biguanida hasta entonces estudiado. Como ocurrió con otros análogos de la biguanida, los resultados de Slotta y Tschesche pasaron al olvido, eclipsados fundamentalmente por la insulina.
Con el tiempo, el interés en la metformina reapareció al final de la década de 1940. Luego, en 1950 se demostró que la metformina, a diferencia de otros compuestos similares, no causaba una disminución en la presión arterial y la frecuencia cardíaca en los animales de experimentación. Ese mismo año, un prominente médico filipino, Eusebio Y. García, utilizó la metformina, que llamó «fluamina», para tratar la gripe y señaló que el medicamento lograba bajar los niveles de azúcar en sangre hasta límites fisiológicos en los pacientes tratados y sin toxicidad. García también le atribuyó a la metformina acciones bacteriostáticas, antivirales, antipalúdicas, antipiréticas y analgésicas.
Mientras trabajaba en el Hospital de la Pitié-Salpêtrière, el diabetólogo francés Jean Sterne, estudió las propiedades antihiperglucémicas de la galegina, un alcaloide aislado de la misma planta Galega officinalis, estructuralmente relacionada con la metformina, y que había sido usado como antidiabético previo a la aparición de las sintalinas. Posteriormente, mientras trabajaba en Laboratorios Aron en Suresnes (un suburbio de París, en Francia), Sterne encontró motivación en el informe de García y trabajó sobre la base de las bondades de la metformina sobre el azúcar en la sangre. Sterne fue el primero en usar la metformina en seres humanos como terapia para el tratamiento de la diabetes y acuñó el nombre de «glucophage» (comedor de glucosa) con el que nombró al fármaco y finalmente publicó sus resultados en 1957.
A principios de la década de los 70, la fenformina y la buformina fueron retiradas del mercado debido a la producción de acidosis láctica y una mayor mortalidad cardiovascular por lo que el interés científico se centró en la metformina.
La metformina fue aprobada en Canadá en 1972, pero no recibió la aprobación por las autoridades pertinentes en los Estados Unidos sino hasta 1995. Recientemente se ha estudiado el uso de la metformina en pacientes con diabetes mellitus tipo 1, así como los beneficios sobre la salud de personas sin diabetes.

## Descripción
La síntesis química de la metformina, descrita originalmente en 1922 y reproducida posteriormente en varios estudios y publicaciones, consta de la reacción de clorhidrato de dimetilamina con la 2-cianoguanidina (diciandiamida) y calor.
De acuerdo con el procedimiento descrito en la patente de 1975, así como la Pharmaceutical Manufacturing Encyclopedia, se disuelven cantidades equimolares de dimetilamina con 2-cianoguanidina en tolueno, enfriándolo con el fin de producir una solución concentrada a lo cual se le añade una cantidad equimolar de cloruro de hidrógeno. La mezcla comienza a hervir por sí sola, lo cual, después de enfriarse, precipita hidrocloruro de metformina con un rendimiento de 96 %.

## Farmacocinética
Después de la administración de metformina por vía oral un 70 % se absorbe en el intestino delgado. Tiene una biodisponibilidad del 50 al 60 % y la concentración máxima en el plasma sanguíneo (Cmax) se observa entre 2 y 4 horas después de su administración. Después de su absorción gastrointestinal, se distribuye en los tejidos corporales periféricos (300–1000 L después de una sola dosis oral) alcanzando el estado estacionario al cabo de uno o dos días. Prácticamente no se une a las proteínas plasmáticas. No es metabolizada en el hígado ni en el tracto gastrointestinal, por lo que se excreta inalterada a través del riñón (el 90 % en aproximadamente 12 horas), con una vida media de eliminación promedio de 5 horas (1,5 a 6,2 horas). La principal ruta de eliminación de la metformina es la secreción tubular renal.

## Farmacodinámica

#### En el tracto digestivo
Estudios realizados en junio de 2016 indican que la metformina actúa desde el momento de ser ingerida en la flora intestinal al favorecer el crecimiento de unas 80 especies bacterianas que son beneficiosas al ser humano. A diferencia de medicamentos cuyo absorción intestinal es muy baja (por ejemplo el albendazol), la metformina es asimilada y pasa al torrente sanguíneo.

#### En el torrente sanguíneo
La metformina es un antihiperglicemiante que disminuye los niveles de glucemia basal y postprandial. Este efecto se logra principalmente mediante el control del exceso de producción hepática de glucosa al reducir la gluconeogénesis. Además aumentó  la captación celular de glucosa, aumenta la transducción de señales de la insulina, disminuye la síntesis de ácidos grasos y triglicéridos y aumenta la beta oxidación de ácidos grasos. La metformina también aumenta la utilización periférica de glucosa y posiblemente disminuye el apetito y la absorción de glucosa intestinal. La metformina no afecta la secreción de insulina por el páncreas así que no produce hipoglucemia ni hiperinsulinismo.
Los mecanismos moleculares por los cuales la metformina ejerce sus efectos son complejos y no totalmente comprendidos. Estos mecanismos incluyen el aumento de la fosforilación y activación de la proteína quinasa activada por AMP (AMPK, por sus siglas en inglés), una enzima hepática que inhibe la síntesis de glucosa y lípidos; aunque el mecanismo preciso aún no está dilucidado, ya que la metformina podría actuar directamente o bien indirectamente para producir este efecto.
La acción de la metformina ocurre principalmente a nivel de los hepatocitos, donde se concentra en las mitocondrias inhibiendo el complejo I de la cadena respiratoria, suprimiendo la producción de ATP. También produce efectos en la relación NAD+/NADH, lo cual podría explicarse por la inhibición de la glicerol 3-fosfato deshidrogenasa mitocondrial necesaria para la reoxidación del NAD+. El descenso relativo de ATP respecto de AMP y el ADP, induce la activación del AMPK.
La acción de la metformina también se produce por mecanismos independientes del AMPK, como la inhibición de la enzima fructosa-1,6-bisfosfatasa producida por el aumento del AMP, lo cual reduce la producción de glucosa. Así mismo, se produce la inhibición de la adenilil ciclasa, produciéndose menos cantidad de AMP cíclico lo cual reduce la expresión del ARNm que codifica las enzimas productoras de glucosa glucosa-6-fosfatasa (G6Pasa) y fosfoenolpiruvato carboxiquinasa (PEPCK), tanto en una forma independiente de AMPK como en otra vía dependiente.

### Interacciones
| Fármacos que interaccionan con metformina | |
| Fármaco                                   | Resultados de la interacción                                                                                    |
| Supresores del ácido gástrico             | |
| Cimetidina                                | Disminuye la excreción renal de metformina por inhibición del MATE1 y OCT2. Riesgo elevado de acidosis láctica. |
| Ranitidina                                | Disminuye la excreción de metformina por inhibición del MATE1.                                                  |
| Famotidina                                | Aumenta biodisponibilidad de la metformina.                                                                     |
| Inhibidores de la bomba de protones       | Aumenta biodisponibilidad de la metformina.                                                                     |
| Antibióticos                              | |
| Trimetoprim                               | Inhibe la eliminación de metformina.                                                                            |
| Cefalexina                                | Disminuye la excreción renal de metformina. Aumenta nivel plasmático y efectos adversos.                        |
| Rifampicina                               | Aumenta el efecto hepático de la metformina.                                                                    |
| Dolutegravir                              | Puede provocar hipoglicemia e intolerancia digestiva por la metformina                                          |
| Pirimetamina                              | Disminuye la excreción renal de metformina. Aumenta nivel plasmático y efectos adversos.                        |
| Anticancerígenos                          | |
| Vandetanib                                | Aumenta concentración plasmática de metformina.                                                                 |
| Inhibidores de la tirosina quinasa        | Aumenta concentración plasmática de metformina.                                                                 |
| Bloqueadores betaadrenérgicos             | |
| Atenolol                                  | Aumenta concentración plasmática de metformina.                                                                 |
| Metoprolol                                | Disminuye concentración plasmática de metformina.                                                               |
| Otros                                     | |
| Contraste radiológico con yodo            | Riesgo de acidosis láctica. No usar 48 horas antes ni después.                                                  |
| Ranolazina                                | Aumenta concentración plasmática de metformina.                                                                 |
| Anticolinérgicos                          | Aumenta absorción intestinal. Aumenta nivel plasmático y efectos adversos.                                      |

El antagonista de los receptores H2 cimetidina causa un incremento en la concentración plasmática de metformina, mediante la reducción de la depuración de la metformina por los riñones.
Tanto la metformina como la cimetidina se eliminan del cuerpo por secreción tubular, y ambos, en particular la forma catiónica (carga positiva) de la cimetidina, pueden competir por el mismo mecanismo de transporte tubular.
El antibiótico cefalexina también aumenta las concentraciones de metformina por un mecanismo similar. Teóricamente, otros medicamentos de naturaleza catiónica pueden producir el mismo efecto.

## Uso clínico
La metformina mejora el control de pacientes obesos con hiperglicemia y disminuye el riesgo de complicaciones cardiovasculares en estos individuos.
La metformina ha sido prescrita fundamentalmente en pacientes cuya hiperglicemia se debe a la ineficaz acción de la insulina, es decir, el síndrome de resistencia a la insulina acompañado o no de obesidad. Dado que la metformina no actúa sobre la insulina y evita el aumento de peso, sin provocar hipoglucemia, ofrece evidentes ventajas sobre el control de la insulina y las sulfonilureas en el tratamiento de la hiperglicemia en este grupo de pacientes. Ocasionalmente se ha notado una leve disminución del peso en pacientes que toman metformina, así como de los niveles de triglicéridos y colesterol LDL y contribuye a la adherencia a una dieta hipocalórica reduciendo el deseo anormal de comer alimentos cuando no se tiene necesidad.
El grupo de estudio UKPDS (del inglés, United Kingdom Prospective Diabetes Study) con pacientes con sobrepeso y diabetes, informó de que la terapia con metformina disminuye el riesgo de trastornos macrovasculares y microvasculares, en contraste con los otros grupos de fármacos, que sólo modifican la morbilidad microvascular, siendo el único medicamento antidiabético que se ha demostrado que ofrece protección contra las complicaciones cardiovasculares de la diabetes. La metformina también se indica para su uso en combinación con insulina o secretagogos tiazolidindionas en diabéticos tipo 2 en los que monoterapia oral resulta insuficiente. La metformina es útil en la prevención de la diabetes tipo 2, el «Programa de Prevención de Diabetes» llegó a la conclusión de que la metformina es eficaz en la prevención del debut de la diabetes tipo 2 en pacientes de mediana edad, los individuos obesos con intolerancia a la glucosa e hiperglucemia en ayunas. Curiosamente, la metformina no previene la diabetes en pacientes prediabéticos de mayor edad y en buenas condiciones físicas.
En un estudio en el que se le realizó seguimiento a más de 3200 personas por diez años, el tratamiento con metformina mostró disminuir un 18 % las posibilidades de desarrollar diabetes en los pacientes en alto riesgo, mientras que los cambios en el estilo de vida redujeron ese riesgo un 34 %.
Es decir, los cambios en el estilo de vida, como seguir una alimentación saludable y balanceada (en el buen sentido, no como lo dice la pirámide alimenticia) y realizar ejercicio consistentemente, es dos veces más efectivo que tomar metformina para mantener una pérdida de peso y evitar el desarrollo de diabetes tipo 2.
La metformina se está utilizando cada vez más en pacientes con el síndrome de ovario poliquístico (SOP), la esteatohepatitis no alcohólica (EHNA) y la pubertad precoz, tres enfermedades que presentan resistencia a la insulina. Sin embargo, estas indicaciones se consideran aún en etapa experimental. Aunque la metformina no tiene licencia para su uso en pacientes con SOP, el Instituto Nacional para la Salud y la Excelencia Clínica del Reino Unido recomienda que las mujeres con SOP y un índice de masa corporal superior a 25 reciban la terapia con metformina, cuando otras terapias no ha producido resultados favorables. El beneficio de metformina en EHNA no ha sido ampliamente estudiado y puede que sea sólo un efecto temporal. La metformina puede reducir la ganancia de peso en pacientes que toman antipsicóticos atípicos.
El consumo de este medicamento por parte de las mujeres que sufren trastornos ovulatorios, provoca una pérdida de peso, así como una mejora tanto en la ovulación como en la fertilidad, una disminución en la tasa de abortos y de diabetes gestacional. En estas pacientes, la administración de metformina reduce los niveles de la hormona luteinizante, así como su liberación aguda inducida por agonistas de la hormona liberadora de gonadotropina (GnRH), probablemente por disminución de la actividad del citocromo P450C17 ovárica y adrenal.
La metformina también mejora el perfil de dislipidemia característico de la mayoría de pacientes diabéticos, reduciendo los valores de triglicéridos, así como el VLDL y LDL y, en ocasiones, ha aumentado la concentración de HDL.

### Terapia combinada
La metformina ha sido usada eficazmente en combinación con otros medicamentos, incluyendo la insulina, las sulfonilureas y las tiazolidinedionas en el tratamiento de la diabetes. Por ejemplo, en los Estados Unidos, la metformina también está disponible en combinación con pioglitazona, la sulfonilurea glipizida, con la glibenclamida, con la sitagliptina, una inhibidora de la dipeptidil peptidasa-4, con repaglinida una meglitinida y con análogos del receptor de GLP-1. Las formulaciones genéricas disponibles incluyen la combinación metformina/glipizida y metformina/glibenclamida. Una formulación genérica de metformina/rosiglitazona ha recibido aprobación tentativa por la Administración de Drogas y Alimentos (FDA) estadounidense, y se espera que lleguen al mercado a principios de 2012.
La importancia de la terapia combinada es que, a medida que progresa la diabetes mellitus tipo 2, resulta difícil mantener los niveles normales de glucosa en sangre con un solo fármaco, es decir, con la «monoterapia». A medida que progresa la diabetes tipo 2 y el tratamiento con sulfonilureas pierde potencia, el control de la glicemia mejora significativamente con el añadir metformina a la terapia, reflejándose.
Una de las combinaciones más empleadas en la actualidad como pautas antidiabéticas es la metformina con una sulfonilurea, tanto en pacientes con o sin sobrepeso y con mal control metabólico. Se suele indicar dosis de metformina de 850 mg diarios divididos en dos dosis con dosis variables de la sulfonilurea, por lo general se llega a la dosis máxima.
La metformina combinada con glinidas suele mejorar los niveles de la hemoglobina glicosilada en alrededor de 1%. Esta combinación es indicada para casos en que predominan niveles elevados de glucosa en sangre después de la comida en pacientes que han estado en monoterapia con glinida o metformina sola. Se puede administrar en pacientes con o sin sobrepeso.
La metformina y pioglitazona se usa en pacientes obesos mal controlados con monoterapia porque el efecto aditivo de los dos medicamentos tiene especial efecto en sujetos con predominio de resistencia a la insulina, como ocurre en pacientes con sobrepeso y obesos.
La metformina se puede combinar con rosiglitazona y gliburida cuando el fármaco junto a la dieta y ejercicio no proporcionen un control glucémico adecuado. La indicación de ambas drogas continúa siendo recetada en forma combinada o en tomas separadas.

### Efectos adversos
Aunque se trata de un medicamento seguro y probado que rara vez se asocia a efectos secundarios graves, se conocen varios posibles efectos secundarios nocivos por el uso de la metformina.
Se ha documentado la hipoglicemia durante la administración de metformina durante el ejercicio intenso, pero es una eventualidad extremadamente rara.

#### Gastrointestinales
La metformina puede provocar problemas gastrointestinales, tales como diarrea, náuseas, dolor estomacal, gastritis, anorexia y vómitos; la ingesta de la metformina junto con la comida posiblemente reduce tales problemas. Un porcentaje pequeño de personas experimentan una alteración del sentido del gusto que toma la forma de un molesto sabor metálico. De todos los medicamentos antidiabéticos, la metformina es la que ha reportado el mayor número de molestias gastrointestinales. En un ensayo clínico de 286 sujetos, 53,2 % de los 141 que recibieron metformina de liberación inmediata (en contraste con el placebo) reportaron diarrea, frente al 11,7 % para el placebo, y el 25,5 % informó de náuseas/vómitos, frente al 8,3 % para los de placebo.
Algunas de las molestias gastrointestinales pueden resultar graves para los pacientes, especialmente cuando se inicia la administración de la metformina, o cuando se aumenta la dosis. Puede evitarse el malestar en un principio por dosis bajas (1 a 1,7 gramos al día) y aumentar la dosis gradualmente. Las molestias gastrointestinales, después de un uso constante y prolongado de la metformina, resultan mucho menos frecuentes.
En raras ocasiones, la metformina puede provocar la afección grave, que hace peligrar la vida, denominada acidosis láctica. Su médico debe conocer antes de su tratamiento si usted tiene más de 80 años y si alguna vez ha tenido un ataque cardíaco; un accidente cerebrovascular; cetoacidosis diabética (nivel de azúcar en la sangre que es lo suficientemente alto como para causar síntomas graves y que requiere tratamiento médico de emergencia) o coma; o una enfermedad cardíaca, renal o hepática.
Informe a su médico si ha tenido recientemente alguna de las siguientes afecciones o si las desarrolla durante el tratamiento: infección grave; diarrea intensa, vómitos o fiebre; o si bebe mucho menos líquido de lo habitual, por cualquier motivo. Es posible que tenga que suspender el uso de metformina hasta que se recupere.

#### Acidosis láctica
Otro posible efecto secundario, más raro, pero más grave, es la acidosis láctica, identificable por una sensación de debilidad y malestar general asociada con la acumulación excesiva de ácido láctico en la sangre. El riesgo de una acidosis láctica está asociado a la administración de metformina en personas con factores de riesgo conocidos, tales como la insuficiencia renal, insuficiencia cardíaca o insuficiencia hepática.
La acidosis láctica se genera dada la inhibición mitocondrial de la conversión de piruvato a oxaloacetato. Normalmente, el hígado podría convertir esta acumulación de lactato en glucosa a través de la gluconeogénesis, pero es esta misma vía que la metformina inhibe. Cualquier condición que puede precipitar la acidosis láctica contraindica el uso de metformina.
Todo paciente en tratamiento con metformina deberá suspender el medicamento al menos 48 horas antes de someterse a una operación quirúrgica. El fármaco debe haberse completamente eliminado después de suspender la metformina a las 48 horas que preceden la cirugía. Esta es una medida profiláctica, en un esfuerzo por reducir el riesgo de acidosis láctica que puede ser secundaria a las complicaciones de procedimientos quirúrgicos, tales como la hipotensión, el infarto de miocardio o  el shock séptico.
El tratamiento de la acidosis láctica secundaria al uso de la metformina consiste en la suspensión del fármaco y la realización de hemodiálisis , proceso que permite la depuración más rápida del fármaco.

#### Sobredosis
Una revisión en los Estados Unidos durante 5 años acerca de sobredosis intencionales o accidentales con metformina reportada por centros de control de envenenamientos concluyó que los efectos adversos severos en estos casos no eran frecuentes, aunque los individuos ancianos parecían tener un riesgo mayor, así como pacientes con enfermedades subyacentes graves. Aunque la incidencia de casos graves suele ser menor al 1 % entre los pacientes con sobredosis, la mortalidad en esos casos graves puede llegar al 50 %. Se ha reportado en la literatura sobredosis intencionales con hasta 63 g de metformina. Las sobredosis accidentales suelen estar relacionados con la administración del fármaco en pacientes con insuficiencia renal. La peor complicación que atenta contra la vida en estos casos de sobredosis es la acidosis láctica, caracteriza por una elevada concentración de lactato en la sangre (> 45 mg/dl o 5 mmol/l).
Los principales síntomas de sobredosis son, entre otros: cansancio extremo, debilidad, vómitos y malestar o dolor estomacal, pérdida del apetito, respiración profunda y agitada, falta de aliento, mareos, frecuencia cardiaca anormalmente rápida o lenta, dolor muscular y sensación de frío. El tratamiento de una sobredosis con metformina suele ser basado en medidas generales, aunque puede incluirse la administración de bicarbonato para mejorar la acidosis, así como hemodiálisis estándar o hemofiltración continua con el fin de rápidamente remover el exceso de metformina y corregir la acidosis.

### Contraindicaciones
La metformina está contraindicada en las personas con cualquier condición que pudiera aumentar el riesgo de acidosis láctica, incluyendo trastornos renales con niveles de creatinina de más de 1,5 mg/dl en hombres y 1,4 mg/dl en mujeres (aunque este es un límite arbitrario), enfermedad pulmonar y enfermedad hepática. La insuficiencia cardíaca ha sido considerada una contraindicación para el uso de metformina, aunque una revisión sistemática en 2007 mostró que la metformina es el único medicamento antidiabético oral que no se asocia con daño en personas con insuficiencia cardíaca. La limitación en ancianos mayores de 75 años se fundamenta en la función renal, que se espera tenga una tasa de filtrado glomerular mayor de 60 ml/min.
Se recomienda que la metformina sea suspendida temporalmente antes de cualquier estudio radiográfico de contraste yodado (como en el caso de la TAC o angiografía con contraste), como colorante de contraste que afectará de manera temporal a la función renal, causando de forma indirecta una acidosis láctica por retención de metformina en el cuerpo. Se recomienda que la metformina se reanude después de dos días, suponiendo que la función renal sea normal. En pacientes con insuficiencia renal aguda la metformina se acumula y aparece una acidosis láctica que puede ser fatal.
La metformina no está contraindicada en pacientes durante la lactancia materna. No se ha notado un aumento en deformidades congénitas en pacientes que tomaron metformina durante el primer trimestre del embarazo.

#### Efectividad y seguridad de la metformina en el embarazo
La metformina, un antihiperglucemiante oral que aumenta la sensibilidad a la insulina, parecería aumentar las posibilidades de embarazo y de reducir el riesgo de aborto espontáneo en las mujeres con Síndrome de Ovario Poliquístico (SOP). Se comparó la incidencia de embarazo y aborto en pacientes con SOP que recibieron metformina versus las que no lo recibieron.
Según un estudio del National Institute of Child Health and Human Development (NICHD, Instituto Nacional de salud en el niño y el desarrollo humano), la metformina parecería reducir el riesgo de aborto espontáneo en las mujeres con algún tipo de esterilidad. Este trabajo fue publicado en febrero de este año en el Journal of Clinical Endocrinology and Metabolism.
La metformina aumenta la sensibilidad a la insulina y se utiliza para el tratamiento de la diabetes y en algunos casos de síndrome de ovario poliquístico (SOP), la forma más común de esterilidad por anovulación.
El SOP afecta un 5 a 10 % de las mujeres americanas en edad reproductiva (unas 5 millones en total), explica el doctor John E. Nestler, autor del trabajo y jefe de endocrinología en la escuela de medicina de Virginia en la universidad de Virginia Commonwealth en Richmond. El grupo de estudio del doctor Nestler forma parte del programa de Centros Cooperativos especializados en investigación sobre reproducción del NICHD.
Los ovarios tienen un aspecto poliquístico por la acumulación de folículos inmaduros. Estas pacientes suelen ser anovuladoras, con alteraciones del ciclo o amenorrea, con altos niveles de insulina, obesidad, presión alta, endurecimiento de las arterias y altos niveles de triglicéridos. Estas mujeres también tienen un alto nivel de testosterona lo que puede inducir al crecimiento de vello en el cuerpo y la cara. Estas pacientes tienen un mayor riesgo de desarrollar una diabetes tipo 2.
El uso a largo plazo de metformina se ha asociado con un aumento de los niveles de homocisteína y a malabsorción de vitamina B12, especialmente en personas con un aporte bajo de calcio. Las dosis más altas y un uso prolongado se asocia con aumento de la incidencia de la deficiencia de vitamina B12, y algunos investigadores recomiendan el cribado o estrategias de prevención de esa deficiencia nutricional.

### Presentaciones

Metformina genérica en comprimidos de 500 mg, tal como se vende en el Reino Unido.

La metformina viene en las siguientes presentaciones: jarabe, o comprimidos de 500, 850 y 1000 mg y se administra a una dosis de 500 mg hasta un máximo de 2,55 g (3 comprimidos de 850 mg) diarios, con la menor dosis inicial recomendada. Una terapia típica sería comenzar con un único comprimido de 500 mg dada con el desayuno por varios días. Si se tolera sin molestias gastrointestinales y la hiperglicemia persiste, se suele añadir un segundo comprimido de 500 mg con la comida de la cena. Si resulta necesaria aumentar la dosis después de 1 semana, se pueden agregar otros 500 mg a ser tomada al mediodía, o bien se puede indicar el comprimido con la concentración de 850 mg dos veces al día o incluso tres veces al día (la dosis máxima recomendada) de ser necesario. La dosis debe ser siempre dividida, ya que la ingestión de más de 1000 mg en cualquier momento por lo general provoca importantes efectos secundarios gastrointestinales.
La metformina se puede encontrar en el mercado mundial tanto como diferentes formulaciones genéricas, como en distribución bajo los nombres farmacéuticos: Glafornil®, Efficib o Janumet y en otros países:
- Argentina: Diabesil AP, Metformin Temis, DBI, Glucophage, Glucogood, Islotin, Redugluc, DiabDos, etc.
- Bolivia: Metiogen, Glucophage
- Chile: Glafornil, Glucophage, Oxemet, Hipoglucin
- Colombia: Dimefor, Biguax, Diglufor, Winthrop
- España: Diabex, Diaformin, Fortamet, Glucophage, Glumetza, Meglucon, Riomet, Dianben
- Estados Unidos: Glucophage, Glucophage XR, Glumetza, Fortamet, Riomet
- México: Predial, Predial Plus, Idyatyl, Fortamet, Glucophage, Riomet, Dimefor, Akspri, Dabex
- Venezuela: Glucofage, Glafornil, Glucaminol, Diaformina
- República Dominicana: Diaformin, Glisulin, Glisulin XR

La combinación con rosiglitazona en los Estados Unidos por la fábrica de GlaxoSmithKline fue suspendida por aproximadamente un año por violación de buenas prácticas de manufactura.